# 也先铁木儿
也先铁木儿（？—1323年），又作也先帖木儿。元朝大臣。博尔忽玄孙，淇阳王月赤察儿第五子。
也先铁木儿初任宿卫，大德元年（1297年）由陕西行省平章政事转任中书省平章政事，次年免。大德十一年（1307年）由福建道宣慰使转任中书省参知政事，不久升任中书左丞。元武宗至大四年（1311年），元仁宗即位，也先铁木儿任知枢密院事兼山东河北蒙古军都万户。兄卒，嗣爵淇阳王。累官知枢密院事。
元英宗至治三年（1323）八月，与御史大夫铁失等勾结晋王府内史倒剌沙，乘英宗自上都（今内蒙古正蓝旗东）南还驻南坡之机，以铁失所领阿速卫兵为外援，杀丞相拜住，在行帐弑英宗。与诸王按梯不花等奉皇帝玺绶，北迎晋王也孙铁木儿。九月，于龙居河（今克鲁伦河）拥晋王即位为元泰定帝。任中书右丞相。十月，以弑君罪被诛。